# 下外城田村
下外城田村（しもときだむら）は三重県度会郡にあった村。現在の玉城町の南東部、宮川の左岸および伊勢市粟野町にあたる。

## 地理
- 河川：宮川、汁谷川

## 歴史
- 1889年（明治22年）4月1日 - 町村制の施行により、宮古村・岡出村・富岡村・小社曽根村・山岡村・中角村・岩出村・昼田村・粟野村の区域をもって発足。
- 1956年（昭和31年）9月30日 - 玉城町に編入。同日下外城田村廃止。
- 1957年（昭和32年）4月1日 - 玉城町のうち旧村域の一部（大字粟野）が伊勢市に編入。

## 名所・旧跡・観光スポット・祭事・催事
- 岩出祭主館跡
- 小社神社
- 奈良波良神社